# Björn Otto
Björn Otto (Frechen, 16 ottobre 1977) è un ex astista tedesco, vicecampione olimpico a Londra 2012.

## Palmarès
| Anno | Manifestazione  | Sede             | Evento           | Risultato | Prestazione | Note                                                         |
| ---- | --------------- | ---------------- | ---------------- | --------- | ----------- | ------------------------------------------------------------ |
| 1999 | Universiadi     | Palma di Maiorca | Salto con l'asta | 8º        | 5,40 m      |                                                              |
| 2000 | Europei indoor  | Gand             | Salto con l'asta | 6º        | 5,50 m      |                                                              |
| 2001 | Universiadi     | Pechino          | Salto con l'asta | 7º        | 5,35 m      |                                                              |
| 2003 | Universiadi     | Taegu            | Salto con l'asta | Bronzo    | 5,50 m      |                                                              |
| 2004 | Mondiali indoor | Budapest         | Salto con l'asta | 11º       | 5,65 m      |                                                              |
| 2005 | Europei indoor  | Madrid           | Salto con l'asta | 4º        | 5,70 m      | Miglior prestazione personale stagionale                     |
| 2005 | Universiadi     | Smirne           | Salto con l'asta | Oro       | 5,80 m      | Record dei Giochi · Miglior prestazione personale stagionale |
| 2007 | Europei indoor  | Birmingham       | Salto con l'asta | Bronzo    | 5,71 m      |                                                              |
| 2007 | Mondiali        | Osaka            | Salto con l'asta | 5º        | 5,81 m      |                                                              |
| 2009 | Mondiali        | Berlino          | Salto con l'asta | 16º (q)   | 5,55 m      |                                                              |
| 2012 | Mondiali indoor | Istanbul         | Salto con l'asta | Argento   | 5,80 m      |                                                              |
| 2012 | Europei         | Helsinki         | Salto con l'asta | Argento   | 5,92 m      | Miglior prestazione personale                                |
| 2012 | Giochi olimpici | Londra           | Salto con l'asta | Argento   | 5,91 m      |                                                              |
| 2013 | Europei indoor  | Göteborg         | Salto con l'asta | Argento   | 5,76 m      |                                                              |
| 2013 | Mondiali        | Mosca            | Salto con l'asta | Bronzo    | 5,82 m      |                                                              |

## Altre competizioni internazionali
2013
- Campionati europei a squadre di atletica leggera ( Gateshead)